# فیکلاتوزوماب
فیکلاتوزوماب (انگلیسی: Ficlatuzumab) نوعی آنتی‌بادی مونوکلونال انسانی است که برای درمان سرطان‌ها طراحی شده است. در بهار سال  ۱۳۹۱ شرکت داروسازی AVEO داده های مربوط به کارآزمایی بالینی فاز دو را منتشر نمود. در این داده‌ها تاثیر کاربرد جفیتینیب به تنهایی و جفیتینیب در ترکیب با فیکلاتوزوماب در درمان سرطان ریه سلول غیرکوچک مقایسه شده بود.